# Антропово (Красноярский край)
Антро́пово — село в Назаровском районе Красноярского края России. Входит в состав Гляденского сельсовета.

## География
Деревня расположена на берегу реки Сереж возле устья её притока реки Каргала, в 40 км к юго-западу от райцентра Назарово и в 6 км от административного центра сельсовета посёлка Глядень, высота над уровнем моря 254 м.

## История
Деревня образована в середине XVIII века.

## Население
| 2010 |
| ---- |
| 424  |

Гендерный состав
По данным Всероссийской переписи населения 2010 года 201 мужчина и 223 женщины из 424 чел.

## Инфраструктура
В деревне действует общеобразовательная школа, имеются улицы — Заречная, Новая, Романова, Советская, Совхозная и переулок Школьный.